# واگن خدمت

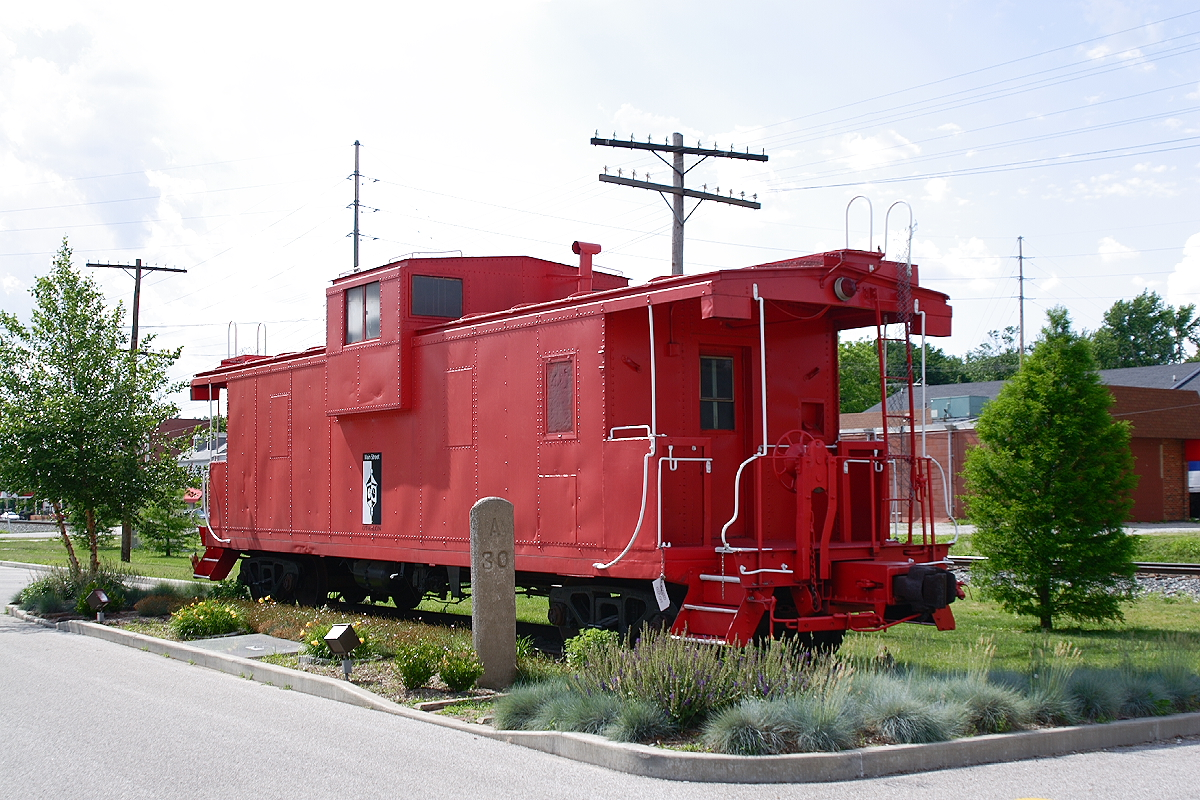
یک واگن خدمت که برای نمایش قرار داده شده، اُفالون ایلی‌نویز، آمریکا

واگن انتهایی قطار برای استراحت یا انجام وظیفه مأموران موظف قطار.